# Blood Money (película de 1996)
Blood Money es una película estadounidense de suspenso, crimen y misterio de 1996, dirigida por John Shepphird, que a su vez escribió el guion junto a Steve Jankowski, musicalizada por Terry Plumeri, en la fotografía estuvo Neal Brown y los protagonistas son James Brolin, Billy Drago y Dean Tarrolly, entre otros. El filme fue realizado por Hit Entertainment y se estrenó el 23 de septiembre de 1996.

## Sinopsis
Un ejecutivo bancario tiene un pasado secreto. Sus pecados regresan y lo torturan, cuando su novia y su hermana son raptadas por un cruel fugitivo, que escapó de la cárcel y busca un ajuste de cuentas.